# Federico Borromeo
Federico Borromeo (Milaan, 18 augustus 1564 - aldaar, 22 september 1631) was een Italiaanse kardinaal en aartsbisschop van Milaan.
Borromeo werd geboren als tweede zoon van Giulio Cesare Borromeo, graaf van Arona, en Margherita Trivulzio. De familie was invloedrijk op zowel het wereldlijke als het kerkelijke vlak.
Federico studeerde theologie en rechten in Pavia en vertrok in 1585 naar Rome om zijn studies voort te zetten. Daar kwam hij onder invloed van de heilige Filippus Neri en de kardinalen Caesar Baronius en Robertus Bellarminus. Borromeo werd zelf door paus Sixtus V in 1593 tot kardinaal benoemd, slechts 23 jaar oud. Rond 24 april 1595 werd hij tot aartsbisschop van Milaan gewijd.
Bijna veertig jaar is hij een voorbeeld van kerkelijke waarde en waardigheid, in een wereld die wat anders gewend was. Federico staat voor discipline van de geestelijkheid, hij sticht kerken en scholen op eigen kosten en probeert de hervormingen van het Concilie van Trente in te voeren.
In 1609 sticht hij de Biblioteca Ambrosiana, een school van schrijvers, wetenschappers en kunstenaars. Daarbij komt de eerste echt openbare bibliotheek van Europa (wellicht geïnspireerd door de Bodleian Library in Oxford (1602), of dichter bij Milaan door de Biblioteca Angelica te Rome (1604)).
Federico laat ook een beeld van zijn familielid, de heilige Carolus Borromeus, oprichten in Arona, de thuisbasis van de familie. Hij steunt de ontwikkeling van de Sacro Monte di Varese (sinds 2003 op de Werelderfgoedlijst van UNESCO). Verder draagt hij bij aan de verfraaiing van de Dom van Milaan, waar hij ook begraven werd.
Het meest geliefd werd hij waarschijnlijk door zijn inspanningen om de armen van Milaan te voeden tijdens de hongersnood van 1627-1628 en zijn inspanningen tijden de pestepidemie van 1630.
Federico nam deel aan niet minder dan acht conclaven. Hij stierf in 1631. Zijn opvolger als aartsbisschop van Milaan werd zijn leerling Cesare Monti.

## Trivia
Federico Borromeo komt voor als personage in Alessandro Manzoni’s roman I Promessi Sposi. Manzoni zet hem neer als een intelligente humanist. Wat niet wegneemt dat hij net als zijn tijdgenoten gelooft in hekserij en magie.
In 1685 richten de burgers van Milaan een marmeren beeld van hem op bij de Biblioteca Ambrosiana.

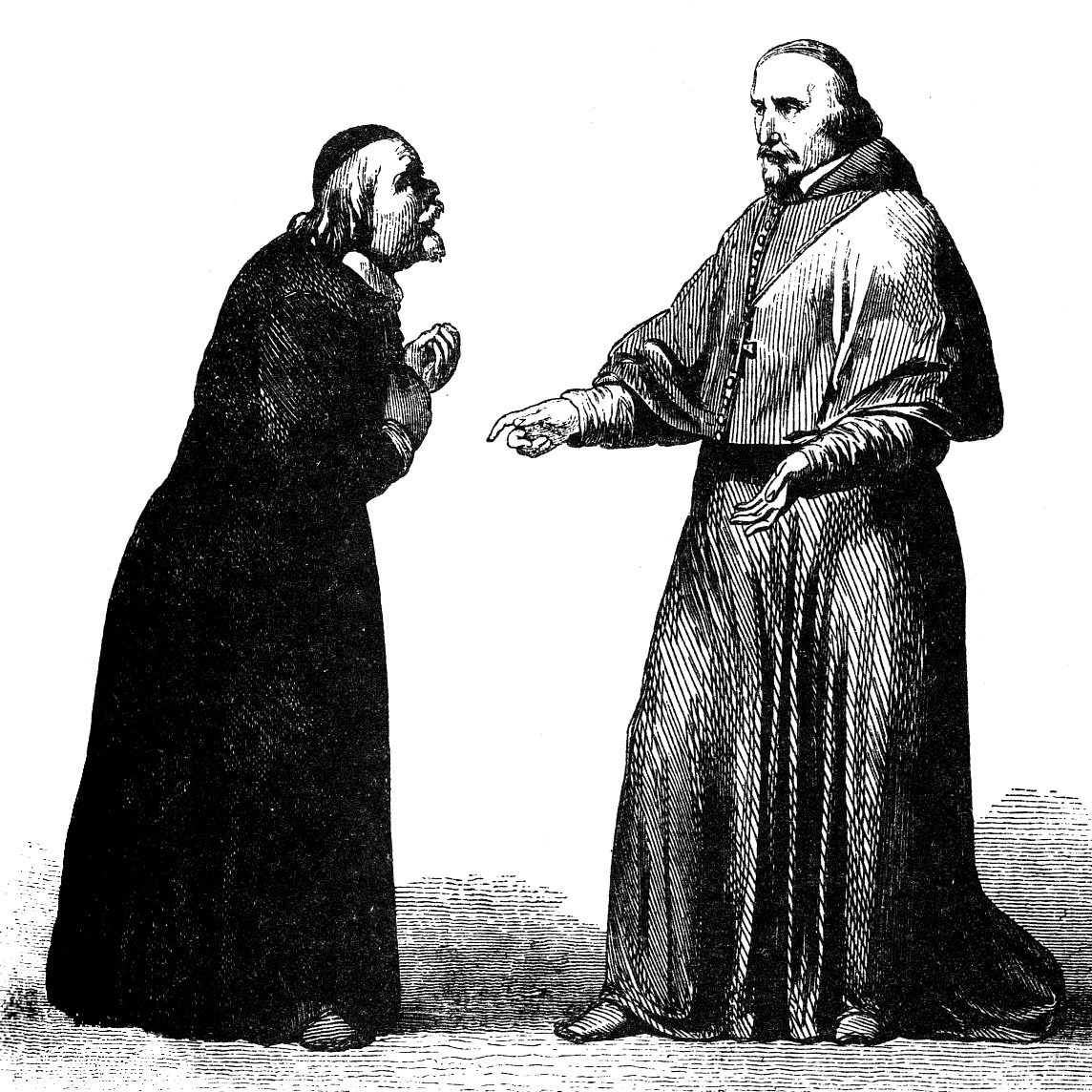
Don Abbondio en Federico Borromeo. Illustratie in I Promessi Sposi, 1840
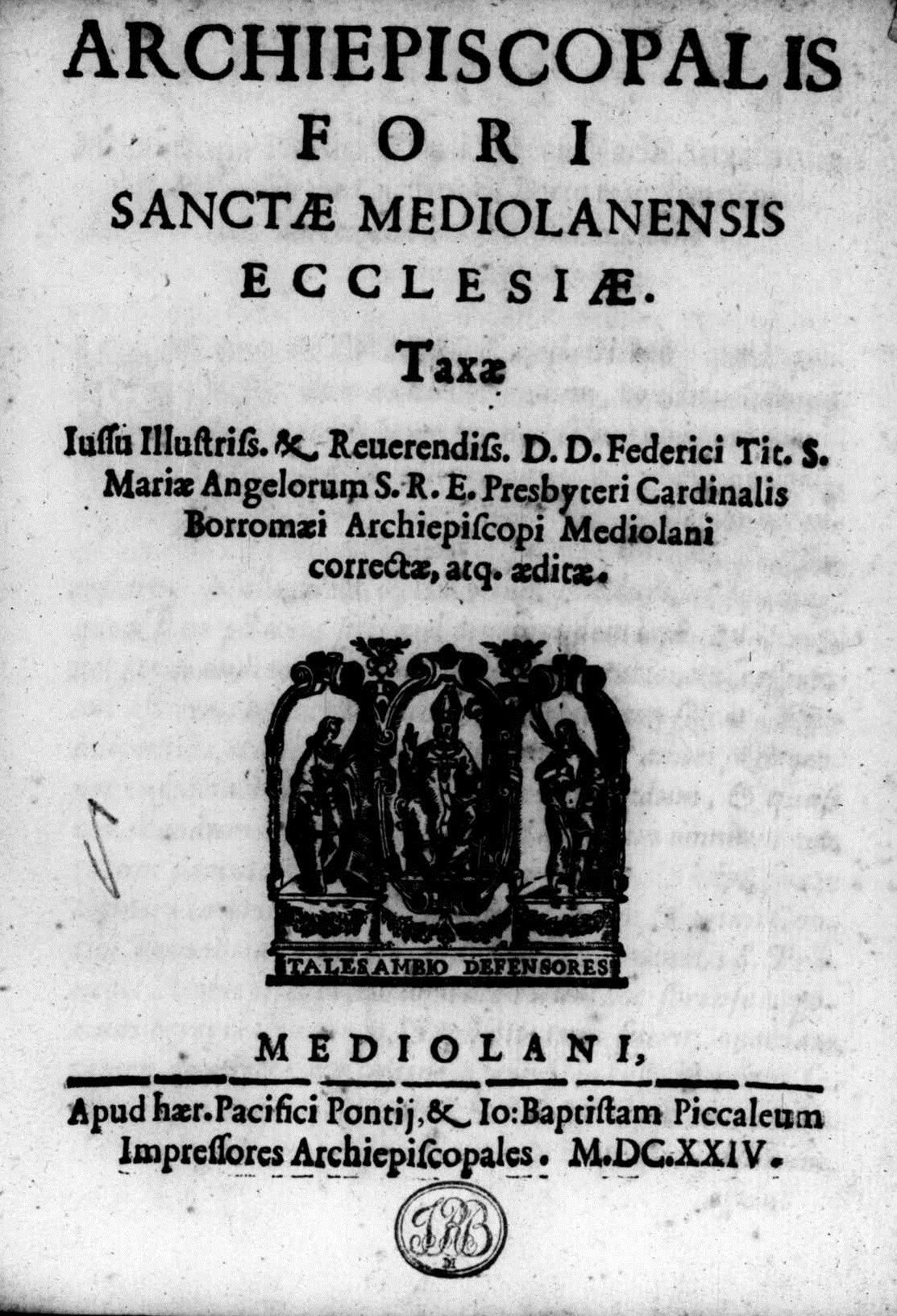
Archiepiscopalis fori Sanctae Mediolanensis Ecclesiae taxae, 1624
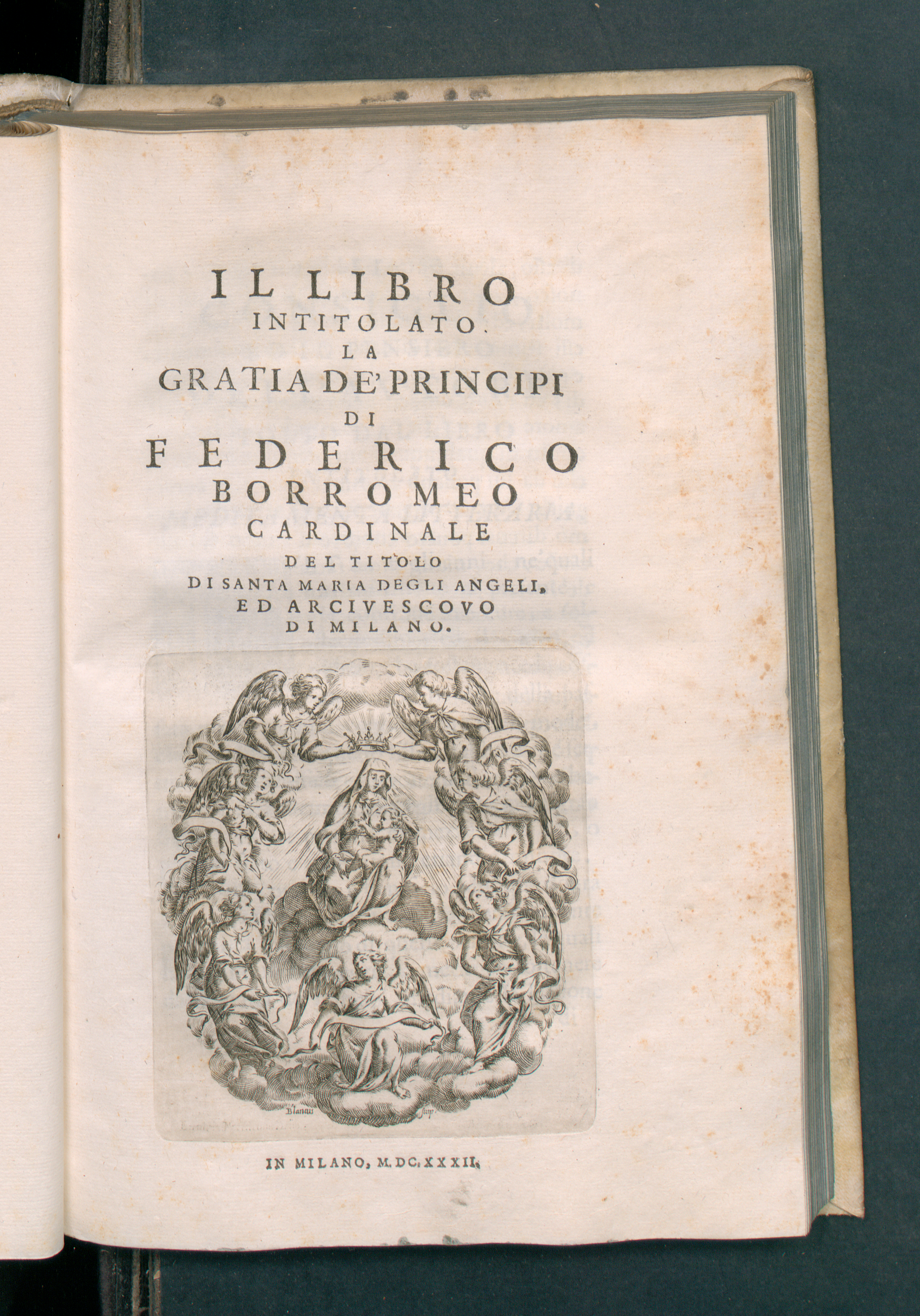
Gratia de' principi, 1632

- Bibsys: 90674885
- Biblioteca Nacional de España: XX1071710
- Bibliothèque nationale de France: cb120463387 (data)
- Catàleg d'autoritats de noms i títols de Catalunya: 981058527800706706
- CiNii: DA01378186
- Gemeinsame Normdatei: 119139170
- Historisch woordenboek van Zwitserland: 026396
- International Standard Name Identifier: 0000 0001 2101 5373
- Library of Congress Control Number: n84013642
- Nationale Bibliotheek van Tsjechië: jx20070509001
- Nationale bibliotheek van Australië: 63539363
- Nationale Bibliotheek van Israël: 987007258936605171
- Nederlandse Thesaurus van Auteursnamen: 07008162X
- Réseau des bibliothèques de Suisse occidentale: 02-A003027387
- RKD-Nederlands Instituut voor Kunstgeschiedenis: 423880
- Istituto Centrale per il Catalogo Unico: CFIV021066
- LIBRIS: 347943
- SNAC: w6j17f22
- Système universitaire de documentation: 028677250
- Trove: 1716920
- Union List of Artist Names: 500218527
- Virtual International Authority File: 56627664
- WorldCat: E39PBJp6b3JH9KMXqBbVKrcQMP